# Sorsajärvi (sjö, lat 66,57, long 29,12)
Sorsajärvi är en sjö i Finland. Den ligger i kommunen Salla i landskapet Lappland, i den nordöstra delen av landet, 700 km norr om huvudstaden Helsingfors. Sorsajärvi ligger 249 meter över havet. Arean är 51,4 hektar och strandlinjen är 4,29 kilometer lång. Sjön  ingår i Koundaälvens huvudavrinningsområde. 